# راؤول غونزاليس (كرة يد)
راؤول غونزاليس (بالإسبانية: Raúl González Gutiérrez) مواليد 8 يناير 1970 في بلد الوليد، هو لاعب كرة يد إسباني. يلعب حاليا مع نادي فاردار لكرة اليد. مثل منتخب إسبانيا لكرة اليد. شارك في دورة الألعاب الأولمبية الصيفية سنة 1996.

## الميداليات
| الميدالية | المسابقة                       |
| --------- | ------------------------------ |
| برونزية   | الألعاب الأولمبية الصيفية 1996 |

## روابط خارجية
- راؤول غونزاليس على موقع الاتحاد الأوروبي لكرة اليد (الإنجليزية)
- راؤول غونزاليس على موقع أوليمبيديا (الإنجليزية)